# Argentotennantita-(Fe)
L'argentotennantita-(Fe) és un mineral de la classe dels sulfurs que pertany al subgrup de l'arsenofreibergita.

## Característiques
L'argentotennantita-(Fe) és un sulfur de fórmula química Ag₆(Cu₄Fe₂)As₄S₁₂S. Va ser aprovada com a espècie vàlida per l'Associació Mineralògica Internacional en el mes d’abril de l'any 2024, i encara resta pendent de publicació. Cristal·litza en el sistema isomètric. Segons la classificació de Nickel-Strunz pertany a «02.G - Nesosulfarsenits, etc. amb S addicional».
Les mostres que van servir per a determinar l'espècie, el que es coneix com a material tipus, es troben conservades a les col·leccions del departament de mineralogia i petrologia del Museu Nacional de Praga, a la República Txeca, amb el número de catàleg: P1P 52/2023, i al Museu d'Història Natural de la Universitat de Pisa (Itàlia), amb el número de catàleg: 20070.

## Formació i jaciments
Va ser descoberta a la mina San Genaro, situada al districte de Castrovirreyna, dins la província del mateix nom (Huancavelica, Perú). Aquesta mina peruana és l'únic indret de tot el planeta on ha estat descrita aquesta espècie mineral.